# Cardinis
Suite Cardinis è un'applicazione web multilingua per il project management e portfolio management, finalizzata a soddisfare requisiti di Governance, sviluppata e distribuita da GFT.

## Obiettivi
Tra gli obiettivi dichiarati ci sono:
- Implementare una soluzione completa per le metodologie PMI, PRINCE2 ed altri approcci strutturati alla gestione progetti e di portfolio.
- Aderenza agli standard.
- Ricche e complete funzionalità.
- Integrabilità.

Il modulo di Project Management (che si distingue per essere incentrato più sulla WBS che sul diagramma di Gantt) affronta tra le altre tematiche:
- Gestione dello scope interattiva (creazione/modifica/stampa della WBS)
- Gestione dei tempi interattiva (lo schedulatore supporta sia il Critical Path che il Critical Chain)
- Cost Management
- EVM (Earned Value Management)
- Project Document Management
- Gestione degli avanzamenti di progetto
- Resource Management

## Strumenti
Tra le tecnologie, i linguaggi di programmazione e gli standard utilizzati figurano (lista non esaustiva):
- Java
- JSP
- JDBC
- JSR-168 (Portlet)
- AJAX
- JWS (Java Web Start)
- JAX-RPC, WSDL (Web service)

## Curiosità
- Il nome Cardinis deriva dalla parola latina cardo.